# Metatarso
El metatarso se compone de cinco huesos metatarsianos (Ossa metatarsalia), que se enumeran desde la cara medial del pie.
Los metatarsianos son unos huesos largos formados por un cuerpo prismático triangular con tres caras, superior y laterales, y dos extremos, anterior y posterior, este último con cinco caras, de las cuales tres son articulares (excepto el 1 y el 5, que solamente tienen dos).
El primer metatarsiano es más corto y duro que los demás. El segundo es el más largo. Cada metatarsiano posee una base proximal, un cuerpo y una cabeza distal. La base de cada metatarsiano es el extremo proximal de mayor tamaño. Sus bases se articulan con la cuña y el cuboides, y las cabezas, con las falanges del pie proximales.
Se articulan por el extremo posterior unos con otros y con los huesos de la segunda fila del tarso: el 1 con la 1.ª cuña; el 2 con la 2.ª cuña; el 3 con la 3.ª cuña, y el 4 y 5 con el cuboides. Por el extremo anterior, se articulan con las falanges de los dedos.

## Metatarsianos, huesos del metatarso o metatarsos

### Primer metatarsiano
Es voluminoso y más corto que los demás. Su base presenta una superficie articular semilunar, cóncava y de eje mayor vertical, así como dos eminencias, una medial y otra lateral. La eminencia medial es llamada tubérculo medial, se sitúa en el borde posterior medial de este hueso. La eminencia lateral es llamada tuberosidad del primer metatarsiano, es más saliente que el anterior. El primer metatarsiano tiene huesos sesamoideos. Es el que se conoce coloquialmente como «dedo pulgar».

### Segundo metatarsiano
Presenta una carilla articular pegada a la superficie articular. Se prolonga por detrás entre los  cuneiformes lateral y medial.

### Tercer metatarsiano
Este se articula con la cuña número 3.

### Cuarto metatarsiano
Es el que sigue al tercer metatarsiano. Se articula con el cuboides.

### Quinto metatarsiano
El quinto metatarsiano es el que sigue al cuarto metatarsiano. Tiene una pequeña protuberancia llamada apófisis estiloide. Es el conocido dedo meñique.